# Tinea flectella
Tinea flectella är en fjärilsart som beskrevs av Walker 1863. Tinea flectella ingår i släktet Tinea och familjen äkta malar.
Artens utbredningsområde är Venezuela. Inga underarter finns listade i Catalogue of Life.